# Kunst im öffentlichen Raum in Hamburg-HafenCity
Diese Liste von Kunst im öffentlichen Raum in Hamburg-HafenCity enthält dauerhaft aufgestellte Kunstwerke auf dem Gebiet des Stadtteils HafenCity der Freien und Hansestadt Hamburg, die sich im öffentlichen Raum befinden und von anerkannten Künstlern und Künstlerinnen geschaffen wurden. Viele dieser Kunstwerke sind durch das Programm Kunst am Bau (und dessen Folgeprogramme) gefördert oder mit öffentlichen Geldern angekauft worden, dies ist aber keine Voraussetzung für die Aufnahme. Ebenso mögen einige dieser Kunstwerke als Kulturdenkmal geschützt sein, aber auch das ist keine Voraussetzung für die Aufnahme in diese Liste.
Bauschmuck ist im Normalfall im Artikel über das Bauwerk darzustellen, und gehört nicht in diese Liste. Streetart kann Aufnahme in die Liste finden, wenn es zu dem konkreten Kunstwerk eine ausführliche Rezeption in der Kunstwissenschaft gibt und ein enzyklopädischer Artikel über die Streetart-Künstler oder -Künstlerin existiert oder vorstellbar wäre. Denkmäler, die an eine Person oder ein Ereignis erinnern, können in die Liste aufgenommen werden, wenn sie ob ihrer zumeist plastischen Gestaltung als Kunstwerk gelten können. Bei reinen Gedenktafeln ist das normalerweise nicht der Fall.
Basis der Zusammenstellung sind Datensätze der Hamburger Kulturbehörde von 2012 und 2018, eine Veröffentlichung der SAGA GWG von 2008, und verschiedene Veröffentlichungen von Kunsthistorikern zum Thema. Eine abschließende Liste von Literatur kann es nicht geben, jedoch ist für jeden Eintrag in die Liste ein konkreter Verweis auf eine amtliche Liste oder anerkannte Sekundärliteratur erforderlich.
Gestohlene oder zerstörte Kunstwerke, die ehemals in Hamburg-HafenCity aufgestellt waren, sind in einer separaten Liste aufgeführt.

## Legende
- Lage: Nennt die nächstgelegene Straße und, wenn vorhanden und sinnvoll, das nächstgelegene Bauwerk (mit Hausnummer) oder das umgebende Gebiet (z. B. einen Park) und gibt nötigenfalls Hinweise zur genauen Lage. Darunter werden - wenn vorhanden - auch die Geo-Koordinaten und das Wikidata-Logo als Verweis auf das Wikidata-Objekt angegeben. Die Spalte ist nach der Adresse sortierbar.
- Künstler/in: Name des Künstlers oder der Künstlerin, die das Kunstwerk geschaffen haben, verlinkt mit dem Wikipedia-Artikel zur Person. Die Spalte ist nach dem Nachnamen sortierbar.
- Beschreibung: Kurzbeschreibung des Werks, immer zuerst: Werktitel (kursiv), dann möglichst Material, Stil, Größe, Dargestelltes, Art der Förderung
- Jahr: Jahr der Fertigstellung des Kunstwerkes, wenn unbekannt dann das Jahr der Aufstellung. Hier kann nur ein einziges Jahr angegeben werden, kein Zeitraum. Weitere zeitliche Details zur Schaffung des Kunstwerkes (von–bis) können in der Beschreibung angegeben werden.
- Quelle: Kulturbehörde, SAGA, Literatur, jeweils mit Fußnote. Diese Angabe ist für eine Aufnahme in die Liste verpflichtend.
- Bild: Bild des Kunstwerks, mit Link auf Commons-Kategorie wenn vorhanden

Hinweis: Die Grundsortierung der Liste erfolgt nach der Adresse. Die Liste ist alternativ nach Künstler, Werktitel, Datierung oder Quelle sortierbar.

## Liste
| Lage                                                                            | Künstler         | Beschreibung | Jahr                          | Quelle                         | Bild |  |
| ------------------------------------------------------------------------------- | ---------------- | --- | ----------------------------- | ------------------------------ | --- |  |
| Am Dalmannkai 18 Katharinenschule, Geschosse (Lage)                             | Fritz Kronenberg | ohne Titel Die vierteilige Wandarbeit war ursprünglich in der Schule Bei der Katharinenkirche angebracht. Jene Schule wurde 2011 abgerissen, das Werk in die 2009 neugebaute Katharinenschule in der HafenCity umgesetzt. KaB, nicht in KB-Listen, Auftrag direkt von Baubehörde | 1957                          | Kulturbehörde                  | Bild gesucht Die Wikipedia wünscht sich an dieser Stelle ein Bild vom Ort mit diesen Koordinaten 53.54154 9.99445 . Motiv: Am Dalmannkai 18 Falls du dabei helfen möchtest, erklärt die Anleitung , wie das geht. BW |  |
| Am Dalmannkai 18 Katharinenschule, Pausenhalle (Lage)                           | Heinz Trökes     | ohne Titel Putzmosaik, ca. 440 × 320 cm groß. Die Originalvorlage vom 16. September 1955 war mit „Vogelkunde, exotischer Teil“ betitelt. Das Werk war ursprünglich in der Schule Bei der Katharinenkirche angebracht. Jene Schule wurde 2011 abgerissen, das Werk in die 2009 neugebaute Katharinenschule in der Hafen-City umgesetzt. KaB, nicht in KB-Listen, Direktankauf der Baubehörde | 1957                          | Kulturbehörde                  | |  |
| Am Sandtorkai 1 Nordostecke, am besten zu sehen von der Straße Pickhuben (Lage) |                  | St. Anna und Maria Figurengruppe mit den Skulpturen der heiligen Anna und ihrer Tochter Maria südlich des Wandrahms an der Nordostecke des ehemaligen Verwaltungsbaus der Hamburger Freihafen-Lagerhaus-Gesellschaft (HFLG) |                               | Quartier                       | |  |
| Brook 5–9 (Block E) (Lage)                                                      | Hans Twesten     | Drei Hafenarbeiter Figuren aus Kunststein an der Fassade des Speichers | 1966                          | Kunst@SH                       | weitere Bilder |  |
| Coffee Plaza / Sandtorpark (Lage)                                               | Lotte Ranft      | Große Kaffeebohne Die 5 m hohe Bronzeskulptur in Form einer großen Kaffeebohne erzählt die Geschichte des Kaffees; gestiftet vom Kaffeeunternehmer Michael R. Neumann | 2009                          | Kunst@SH, HafenCityNews        | weitere Bilder |  |
| Dalmannkai gesamte Warftwand (Lage)                                             |                  | Wandrelief Die Warftwände (die die Uberflutungsbereiche von den hochwassersicheren Bereichen trennen) entlang des Dalmannkais in der Hamburger Hafencity sind reliefartig mit verschiedenfarbigen Backsteinen gestaltet. |                               | Bauwelt                        | weitere Bilder |  |
| Hongkongstraße 7 südliche Brandmauer des Gebäudes (Lage)                        | Stefan Kiefer    | Die blaue Mauer stilisierte Wellen und Wolken; Auftrag der HafenCity GmbH | 2023                          | Hamburger Abendblatt           | weitere Bilder |  |
| Kaiserkai gesamte Warftwand (Lage)                                              |                  | Wandrelief Fische Entlang der Promenade Kaiserkai (nicht zu verwechseln mit der Straße Am Kaiserkai) in der Hamburger HafenCity sind die Warftwände auf einer Länge von knapp 500 m mit Reliefs aus verschiedenfarbigen Backsteinen verziert. Diese Reliefs stellen Fische dar. |                               | Bauwelt                        | weitere Bilder |  |
| Neuer Wandrahm 2–3 Speicher P (Lage)                                            | Hans Twesten     | Zwei Hafenarbeiter KaB | 1952                          | Kulturbehörde                  | |  |
| Osakaallee Arkadengang entlang der Osakaallee (Lage)                            |                  | Beleuchtete Glasquader (ehemals Aura) Aura war eine Lichtinstallation aus zwölf großen beleuchteten Glasquadern; diese reagierten auf Bewegungen in ihrem unmittelbaren Umfeld; seit der Stilllegung von Aura werden die Glasquader mit LED-Leuchten illuminiert | ursprünglich 2012             | Kultur-Port.de, Webseite Aura  | weitere Bilder |  |
| Shanghaiallee 20 Südliche Wand (Lage)                                           | Aches (Irland)   | Dear Uwe x 30 Jahre Hinz&Kunzt Wandbild des dienstältesten Hinz&Kunzt Verkäufers Uwe Dierks; entstanden anlässlich des 30-jährigen Jubiläums von Hint&Kunzt | 2023                          | Hamburger Abendblatt           | weitere Bilder |  |
| Störtebeker-Ufer Busanbrücke (nahe Osakaallee) (Lage)                           | Hansjörg Wagner  | Denkmal für Claas Störtebeker gespendet von Hamburger Bürgern, bürgerliche Denkmalkultur | 1982                          | Kulturbehörde                  | weitere Bilder |  |
| Wilhelminenbrücke (Lage)                                                        | Frank Rändchen   | Steinerner Orientteppich Ursprünglich Auftrag für Kunst und Kultur in der HafenCity 2005, ersetzt 2019, gefördert von der Körber-Stiftung | 2019 (erste Version von 2005) | Kulturbehörde, Körber-Stiftung | weitere Bilder |  |
| Überseequartier Magellan-Terrassen, Marco-Polo-Terrassen etc. (Lage)            |                  | Bodenmosaike Der Bodenbelag der Plätze im Überseequartier der Hamburger HafenCity (insbesondere Magellan-Terrassen und Marco-Polo-Terrassen) ist teilweise mit verschiedenfarbigen Backsteinen gestaltet. |                               | Hagemeister                    | weitere Bilder |  |